# Andrej Hoteev
Andrej Hoteev (Leningrado, Rússia, 2 de dezembro de 1946) é um pianista russo. Desde 1993 vive com a família na Alemanha.

## Biografia
Andrej Hoteev, nascido em Leningrado, começou a estudar piano aos cinco anos de idade e tornou-se aluna de  Lev Naumov  no Conservatório de Moscou.
Ele é regularmente convidado para as salas de concerto mais importantes da Europa: tocou em Londres, Paris, Madrid, Berlim, Amsterdam, Bruxelas, Moscovo.
Ele tem colaborado com as mais prestigiadas orquestras, incluindo a Orquestra Filarmônica de São Petersburgo,Orquestra Nacional do Capitólio de Toulouse, Orquestra Sinfônica de Hamburgo, Tchaikovsky Symphony Orchestra, Saint Petersburg Academic Symphony Orchestra, Orchestre National de Montpellier Languedoc-Roussillon, Orquesta Lamoureux du Paris, Netherlands Radio Symphony  e  maestros como Vladimir Fedoseyev, Thomas Sanderling, Andrej Borejko, Eri Klas, Avi Ostrowsky,Woldemar Nelsson,Pavel Kogan,Vladimir Altschuler.

## Gravações

### CD parcial
- Tchaikovsky: Piano Concert No. 3/Dumka 1993, Accord
- Tchaikovsky: The four piano concertos, Hungarian Gypsy Melodies, Allegro c-moll in original version. 3 CDs, 1998, KOCH-Schwann
- Russian songs: Rachmaninoff: 10 songs; Mussorgsky: Songs and Dances of Death; Scriabin: Piano Sonata No. 9 Black Mass with Anja Silja, soprano. Recording: Berlin, Jesus Christus Kirche, 2009, Sony/RCA Red Seal
- Tchaikovsky/Rachmaninoff: Sleeping Beauty/Dornröschen. Great Ballet-Suite for piano for four hands. Andrej Hoteev and Olga Hoteeva, piano. 2012, NCA-World premiere[3]
- “Pure Mussorgsky”: Pictures at an Exhibition & Songs and Dances of Death - played from the original manuscripts; Andrej Hoteev(piano) and Elena Pankratova(soprano).Edel Music 2014[4]
- Richard Wagner„Declarations of Love. Complete piano works and piano songs for Mathilde Wesendonck  and Cosima Wagner :“Wesendonck- Sonata” Piano Sonata in a flat WWV 85 – “Sleepless”Music Letter for piano in G  - “Schmachtend”Piano Elegie for Cosima in A-flat - Wesendonck-Lieder 1. Version,1857/58 - “Fhour Fhite Songs“,1868. Andrej Hoteev, piano; Maria Bulgakova, soprano Hänssler Classic HC16058  2017 [5]

### DVD parcial
- Mussorgsky: Pictures at an Exhibition, 2001
- Prokofiew: Piano Sonata No. 6. (Op. 82), 2003

Muitas das performances de Andrej Hoteev podem ser visualizadas no YouTube, inclusive  Concerto para piano e orquestra n.º 1, de Tchaikovsky e  Sonata para piano em si menor
, de Liszt.